# Stojan Ivković
Stojan Ivković (en serbe : Стојан Ивковић), né le 5 février 1966, à Dubrovnik, en République fédérative socialiste de Yougoslavie, est un joueur et entraîneur monténégrin naturalisé hongrois de basket-ball. Il évolue au poste de pivot. 